# قاطنة سطح البحر تحت الصخرية
قاطنة سطح البحر تحت الصخرية (الاسم العلمي: Aequorivita sublithincola) هي نوع من البكتيريا، سلبية الغرام، تتبع جنس قاطنة سطح البحر.